# Bodotriidae
Bodotriidae is een familie van kleine kreeftachtigen die behoort tot de orde van de Zeekomma's (Cumacea).

## Anatomie
Bodotriidae zijn zeekomma's die geen vrij telson bezitten. Het is vergroeid met het laatste pleon segment en vormt alsdusdanig een pleotelson. De mannetjes bezitten meestal vijf paar zwempootjes (pleopoden), zelden zijn het er drie of twee paar of zijn ze zelfs helemaal afwezig. Bij vrouwtjes is de tweede antenne sterk gereduceerd en veel kleiner dan de eerste antenne. De derde maxillipede bezit altijd een exopodiet (buitenste vertakking). De endopodiet (binnenste tak) van de uropode bestaat uit één of twee segmentjes.

## Systematiek
De Bodotriidae zijn een relatief grote familie met 37 genera (geslachten) en 381 soorten. Ze wordt onderverdeeld in drie subfamilies:
- Bodotriinae: exopodieten enkel op het eerste paar pereopoden; mannetjes met vijf paar pleopoden.
- Vaunthompsoniinae: exopodieten ook op tweede en volgende paren pereopoden; mannetjes met vijf paar pleopoden.
- Mancocumatinae: exopodieten ook op tweede en volgende paren pereopoden; mannetjes met 0, 2, of 3 paar pleopoden.